# Inesit
Das Mineral Inesit ist ein  Kettensilikat aus der Mineralklasse der „Silikate und Germanate“ mit der chemischen Zusammensetzung Ca2Mn7[(OH)2|Si10O28]·5H2O und ist damit chemisch gesehen ein wasserhaltiges Calcium-Mangan-Silikat mit zusätzlichen Hydroxidionen. 
Inesit kristallisiert im triklinen Kristallsystem und entwickelt meist durchsichtige bis durchscheinende Kristalle bis etwa 7 cm Länge mit tafeligem, nadeligem oder faserigem Habitus von rosa, oranger oder brauner Farbe in verschiedenen Abstufungen, die fleischfarben wirkt (siehe Etymologie). Die Strichfarbe von Inesit ist allerdings immer Weiß. Die Flächen der Kristalle zeigen einen glasigen Glanz, der sich allerdings bei ebenfalls häufig vorkommenden nadeligen bis faserigen, radialstrahligen und massigen Aggregatform in einen eher perlartigen Glanz wandelt.

## Etymologie und Geschichte
Erstmals entdeckt wurde Inesit in der „Grube Hilfe Gottes“ bei Oberscheld (Dillenburg) in Hessen und beschrieben 1887 durch Adolf Schneider, der das Mineral aufgrund seiner charakteristischen rosa Farbe und seinem oft nadeligen bis faserigen Habitus nach dem griechischen Wort ἶνες [ínes] für „Sehnen, Muskeln“ benannte.
Typmaterial des Minerals wird im Mineralogischen Museum der Philipps-Universität Marburg unter der Katalog-Nr. MMM K35/14 aufbewahrt.

## Klassifikation
Bereits in der veralteten, aber noch gebräuchlichen 8. Auflage der Mineralsystematik nach Strunz gehörte der Inesit zur Mineralklasse der „Silikate und Germanate“ und dort zur Abteilung der „Kettensilikate und Bandsilikate (Inosilikate)“, wo er zusammen mit Babingtonit, Lithiomarsturit, Manganbabingtonit, Marsturit, Nambulit, Natronambulit, Rhodonit, Santaclarait und Scandiobabingtonit die „Rhodonit-Reihe“ mit der System-Nr. VIII/F.27 bildete.
Die seit 2001 gültige und von der International Mineralogical Association (IMA) verwendete 9. Auflage der Strunz'schen Mineralsystematik ordnet den Inesit ebenfalls in die Abteilung der „Ketten- und Bandsilikate (Inosilikate)“ ein. Diese ist allerdings weiter unterteilt nach der Struktur der Ketten, so dass das Mineral entsprechend seinem Kristallaufbau in der Unterabteilung „Ketten- und Bandsilikate mit 5-periodischen Doppelketten, Si10O28“ zu finden ist, wo es als einziges Mitglied die unbenannte Gruppe 9.DL.05 bildet.
Auch die Systematik der Minerale nach Dana ordnet den Inesit in die Klasse der „Silikate und Germanate“, dort allerdings in die Abteilung der „Kettensilikate: Doppelte unverzweigte Ketten, W=2“ ein. Hier ist er als einziges Mitglied in der Gruppe „P=5“ mit der System-Nr. 66.03.03 innerhalb der Unterabteilung „Kettensilikate: Doppelte unverzweigte Ketten, W=2 mit Ketten P>2“ zu finden.

## Kristallstruktur
Inesit kristallisiert triklin in der Raumgruppe P1 (Raumgruppen-Nr. 2) mit den Gitterparametern a = 8,89 Å; b = 9,25 Å; c = 11,98 Å; α = 88,1°; β = 132,1° und γ = 96,6° sowie einer Formeleinheit pro Elementarzelle.
Bei einer Temperatur von über 800 °C wandelt Inesit unter Verlust seines Kristallwassers seine Kristallstruktur in die des Rhodonits um.

## Bildung und Fundorte

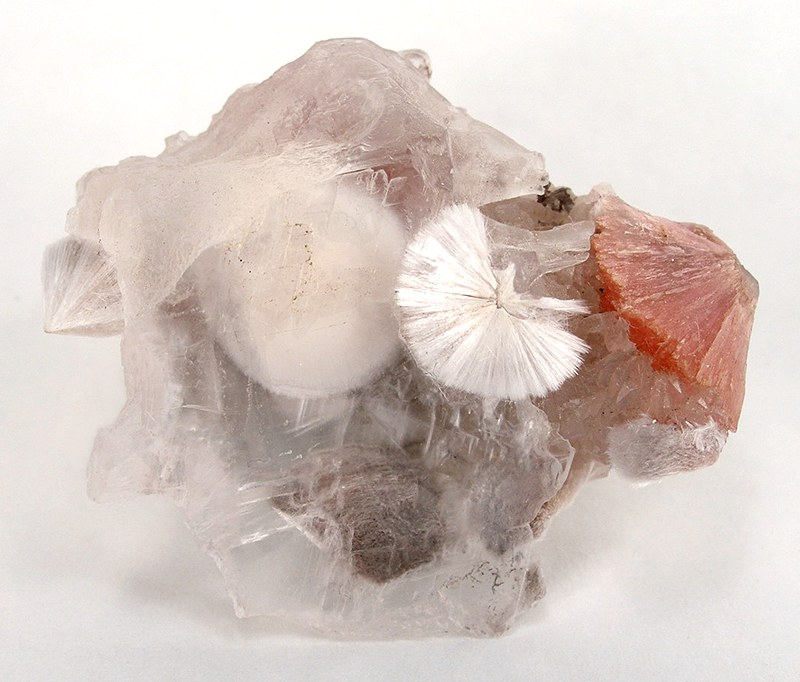
Inesit und Xonotlit (weiß) auf Marienglas (Varietät von Gips) aus der Wessels Mine, Hotazel, Kalahari Manganfeld, Nordkap, Südafrika

Inesit bildet sich in einem späten Stadium auskristallisierender hydrothermaler Lösungen in manganhaltigen Lagerstätten meist in Paragenese mit Rhodochrosit, Bementit und Hausmannit wie unter anderem in der „Hale Creek Mine“ am Mad River Ridge im Trinity County (Kalifornien, USA) oder mit Datolith, Pektolith, Apophyllit, Ruizit, Orientit und Quarz wie beispielsweise in der „Wessels Mine“ bei Hotazel im Manganfeld der Kalahari in Afrika.
Als seltene Mineralbildung konnte Inesit nur an wenigen Fundorten nachgewiesen werden, wobei bisher rund 60 Fundorte (Stand: 2017) als bekannt gelten.
In Deutschland sind außer der Typlokalität „Grube Hilfe Gottes“ und dem nahe gelegenen Nanzenbach im hessischen Dillenburg keine weiteren Fundorte bekannt.
Weitere Fundorte sind unter anderem Broken Hill in Australien, Daye („Fengjiashan Mine“) in China, Java und Sumatra in Indonesien, Ligurien und die Lombardei in Italien, Hokkaidō, Honshū und Shikoku in Japan, die San Cayetano Mine im mexikanischen Bundesstaat Durango, Waihi („Martha Mine“) auf Neuseeland, mehrere Regionen in Schweden, Banská Štiavnica in der Slowakei, Gualba in Spanien, mehrere Stellen im Kalahari-Manganfeld in Südafrika, Gyöngyösoroszi im ungarischen Mátra-Gebirge sowie mehrere Regionen in den Vereinigten Staaten (USA).